# Searsia keetii
Searsia keetii är en sumakväxtart som först beskrevs av Schönland, och fick sitt nu gällande namn av Moffett. Searsia keetii ingår i släktet Searsia och familjen sumakväxter. Inga underarter finns listade i Catalogue of Life.